# Pásztor Erzsébet (kézilabdázó)
Pásztor Erzsébet, Gurics Györgyné (Budapest, 1939. március 29. – 2022. május 19. vagy előtte) világbajnok magyar kézilabdázó. Férje Gurics György (1929–2013) olimpiai bronzérmes, világbajnok birkózó, edző.

## Pályafutása
1952 és 1967 között a Bp. Spartacus kézilabdázója volt, ahol a csapattal hét magyar bajnoki címet és egy kupagyőzelmet ért el. 1969-től 1972-ig a Vasasban szerepelt. 1960 és 1966 között 33 alkalommal szerepelt a magyar válogatottban. Tagja volt az 1965-ös világbajnok csapatnak. Edzői: Nádori Pál, Fleck Ottó és Török Bódog voltak.

## Sikerei, díjai
Magyarország
- Világbajnokság
  - világbajnok: 1965, NSZK

 Bp. Spartacus
- Magyar bajnokság
  - bajnok (7): 1960, 1961, 1962, 1963, 1964, 1965, 1967
  - 2.: 1966
- Magyar Népköztársasági Kupa (MNK)
  - győztes: 1963
  - 3.: 1965
- Bajnokcsapatok Európa-kupája
  - döntős: 1964–65
  - 3.: 1963–64

 Bp. Vasas
- Magyar bajnokság
  - bajnok (2): 1972,  1973
  - 3.: 1969, 1971
- Magyar Népköztársasági Kupa (MNK)
  - győztes: 1969, 1971